# Schorre
Un schorre a la costa atlàntica, el Mar del nord i bàltic, és una zona alta d'un estuari, separada de la plataforma mareal per un desnivell abrupte dissimètric, que només s'inunda durant les marees vives i que és poblada de vegetació. Es diu també «prat salat».

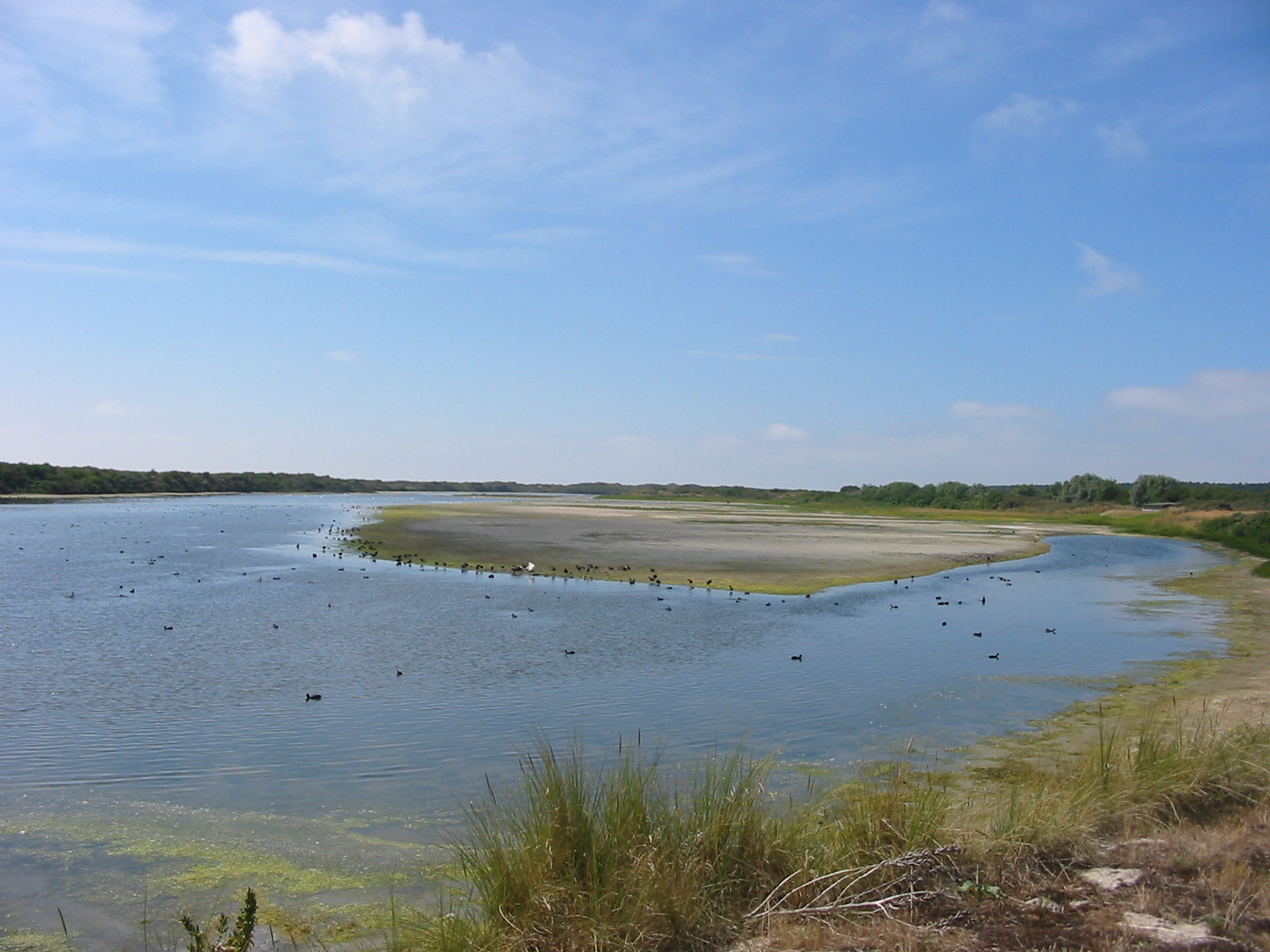
Slikkes i schorres a l'estuari del Somme

És una zona caracteritzada per la presència de priels, canals naturals que a altamar s'omplen i a baixamar es buiden. A cada marea viva hi ha un menut dipòsit de material orgànic i de sorra que fa que a poc a poc el nivell puja. En construir dics i rescloses de desguàs que només s'obren a baixamar es pot guanyar terra arable o pòlders al mar. Aleshores sovint s'aprofita els priels per fer-ne canals de desguàs. Tot i això, obert al mar formen un biòtop important amb una gran biodiversitat. Més recentment, com al Verdronken Land van Saeftinghe a l'estuari de l'Escalda es va decidir de «despolderitzar» certes zones per tornar a crear el biòtop i estimular el retorn d'estuaris vius.

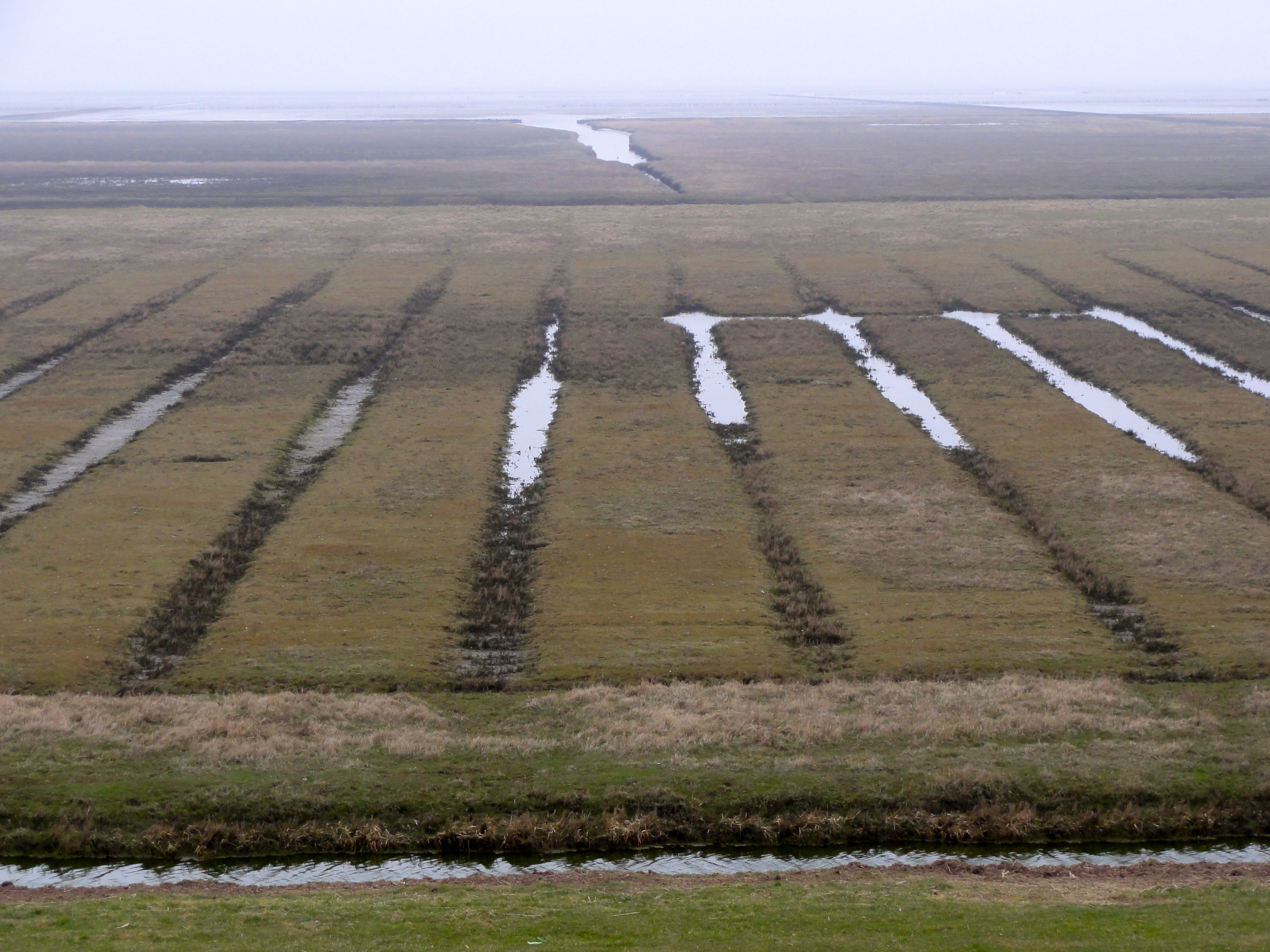
Schorres i priel al nord de Warffum al Mar de Wadden

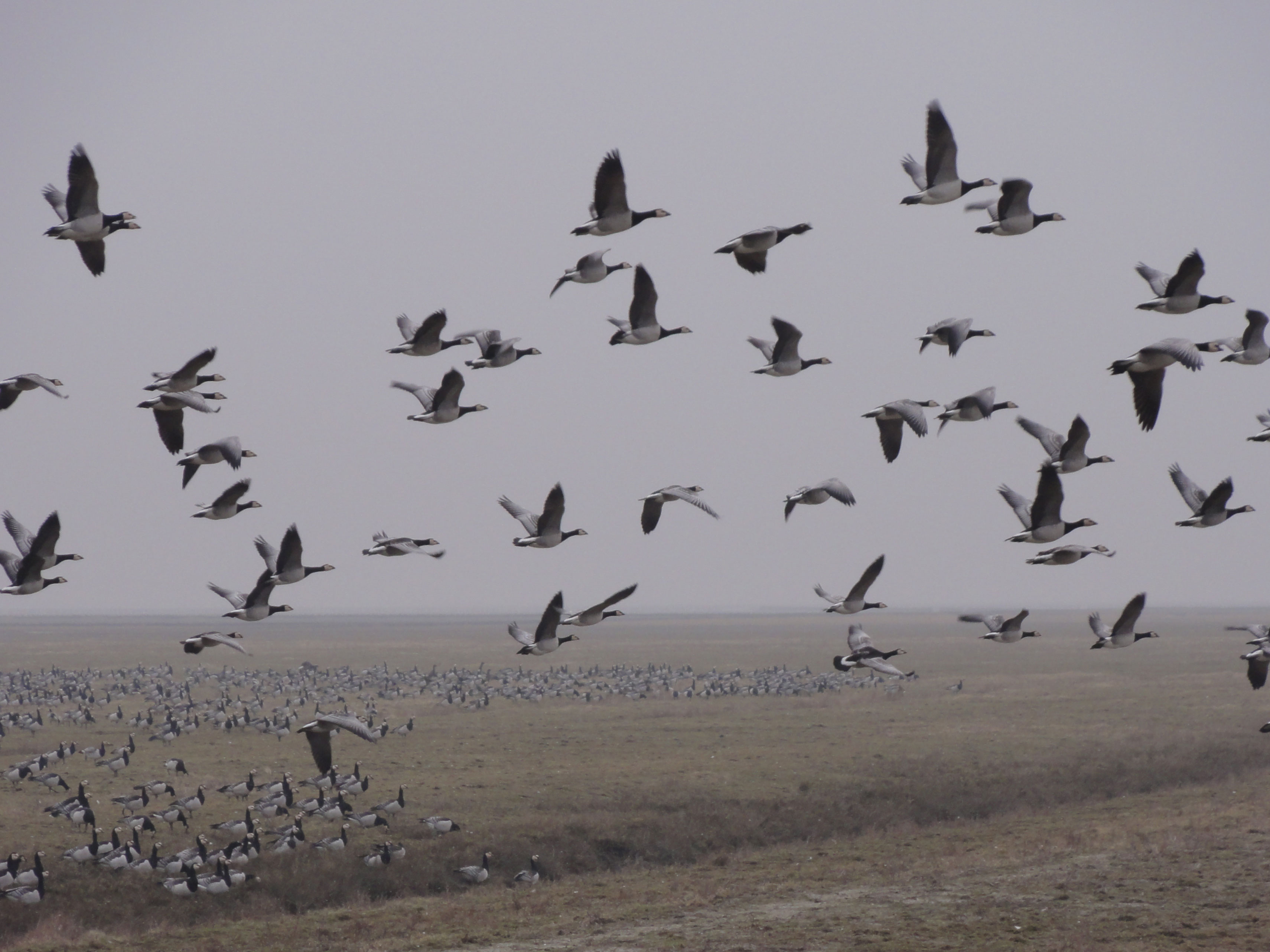
Oques de galta blanca a l'schorre del Noordpolder

La presència d'un schorre implica generalment la presència d'un slikke. Tenen una hidrografia comparable amb les terres fora del dic dels rius, tot i que les terres fora del dic són zones d'aigua dolça. Als grans estuaris de la gran plana europea (entre d'altres el Somme, IJzer, Escalda, Mosa, Rin, Ems, Weser i Elba), la transició entre terres fora del dic i el schorre és gradual: ja que no sempre és clar on el riu s'acaba i el mar comença.